# روبن ويست
روبن ويست (بالإنجليزية: Robin West)‏ هي عالمة قانونية أمريكية، ولدت في 1954م.